# Daphné Patakia
Daphné Patakia (grec moderne : Δάφνη Πατακιά), née le 8 juin 1992 à Bruxelles en Belgique, est une actrice belgo-grecque.

## Biographie
Daphné Patakia grandit à Bruxelles en Belgique, de parents grecs, puis fait ses études de comédienne au Théâtre national de Grèce d'Athènes dont elle est diplômée en 2013. Elle joue alors dans plusieurs films grecs avant d'orienter sa carrière vers l'international en s'installant à Paris. 
Elle prend comme nom de scène Patakia, le nom de son grand-père maternel, estimant que son nom de famille (Ioakimidou) « était vraiment trop compliqué à prononcer à l’étranger ». 
En 2017, elle tient, aux côtés de Maryne Cayon, le rôle-titre du film Djam de Tony Gatlif,,. 
En 2021, elle est l'affiche de Benedetta de Paul Verhoeven dans lequel elle donne la réplique à sa compatriote Virginie Efira ainsi qu'à Charlotte Rampling et Lambert Wilson. La même année, elle obtient un des rôles principaux de la série française OVNI(s), et accède à une certaine notoriété,.

## Engagement
Avec les actrices Suzy Bemba, Ariane Labed et Zita Hanrot, elle co-fonde L'Association des Acteurices (ADA) visant à « protéger le métier d'acteur, actrice, comédien et comédienne ; défendre et améliorer les conditions artistiques, techniques, déontologiques et défendre l'intégrité physique et morale dans lesquelles il/elles [sic] exercent leurs compétences ». L'association se réclame des travaux d'Iris Brey sur les représentations à l'écran et promeut notamment le recours aux coordinateurs d'intimité sur les tournages,.

## Filmographie

### Cinéma
- 2015 : Akryliko (court métrage) de Nikos Pastras : Myrto
- 2015 : Interruption de Yorgos Zois : fille de la troupe
- 2015 : L'Éveil du printemps (Το ξύπνημα της άνοιξης) de Constantínos Giánnaris : Ioanna
- 2016 : 3000 (court métrage) d'Antonis Tsonis : Daphné
- 2016 : Nima d'Alexandros Voulgaris : la fille muette en roller
- 2017 : Rattrapage de Tristan Séguéla : Mélanie
- 2017 : Djam de Tony Gatlif : Djam
- 2017 : Glister (court métrage) de Vincent Tricon : Lucica
- 2018 : Mes provinciales de Jean-Paul Civeyrac : invitée à la soirée
- 2019 : Meltem de Basile Doganis : Elena
- 2019 : Nimic (court métrage) de Yórgos Lánthimos : Mimic
- 2019 : Winona d'Alexander Voulgaris : Eiko
- 2021 : Benedetta de Paul Verhoeven : Bartolomea
- 2021 : Les Cinq Diables de Léa Mysius : Nadine
- 2023 : Sur la branche de Marie Garel-Weiss : Mimi
- 2023 : Tout le monde m'appelle Mike de Guillaume Bonnier : Isotta
- 2025 : Toutes pour une de Houda Benyamina
- 2025 : Belladone d'Alanté Kavaïté : Aline
- 2025 : Chien 51 de Cédric Jimenez

### Télévision
- 2018 : Versailles (série télévisée) : Éléonore d'Autriche
- 2020 : Paris-Brest (téléfilm) de Philippe Lioret : Élise
- 2021-2022 : OVNI(s) (série télévisée) d'Antony Cordier : Véra Clouseau

## Distinctions
- Berlinale 2016 : Shooting Stars pour L'Éveil du printemps
- César 2018 : présélection « Révélation » pour le César du meilleur espoir féminin pour Djam
- Magritte 2022 : nomination comme Meilleur espoir féminin pour Benedetta